# Lentipes whittenorum
Lentipes whittenorum és una espècie de peix de la família dels gòbids i de l'ordre dels cipriniformes que es troba a Indonèsia.